# Michael Beasley
Michael Paul Beasley, Jr. (ur. 9 stycznia 1989) – amerykański koszykarz, występujący na pozycji niskiego skrzydłowego.
W 2007 wystąpił w meczu wschodzących gwiazd - Nike Hoop Summit oraz McDonald’s All-American.
W lipcu 2012 podpisał trzyletni kontrakt z Phoenix Suns. 
3 września 2013 Beasley został zwolniony przez drużynę z Phoenix. Decyzję tę podjęto niedługo po tym, jak Beasley został aresztowany za posiadanie marihuany. 12 września 2013 podpisał kontrakt z Miami Heat.
Podczas występów w lidze chińskiej, w sezonie 2014/15 notował średnio 28,6 punktu, 10,4 zbiórki, 5,2 asysty, 1,9 przechwytu, przy skuteczności z gry wynoszącej 55,5%. Wystąpił też w meczu gwiazd, ustanawiając rekord spotkania – 59 punktów, jako zawodnik spoza składu podstawowego, za co otrzymał tytuł MVP.
26 lutego 2015 roku podpisał 10-dniową umowę z Miami Heat. 8 marca podpisał drugą, taką samą umowę, a następnie 18 marca, trzecią, już do końca sezonu.
30 września 2015 roku zawarł kontrakt z Shandong Golden Stars, powracając do chińskiej ligi CBA na sezon 2015/16. 17 stycznia 2016 roku wystąpił w drugim z rzędu CBA All-Star Game, zdobywając przy okazji kolejną statuetkę MVP, zanotował wtedy rekordowe 63 punkty, 19 zbiórek i 13 asyst dla drużyny Południa. W 40 spotkaniach sezonu regularnego uzyskał średnie  31,9 punktu, 13,4 zbiórki, 3,8 asysty, 2 przechwytu i 1,3 bloku na mecz. Został nagrodzony tytułem zagranicznego MVP sezonu 2015–16.
4 marca 2016 roku podpisał umowę do końca sezonu 2015/16 z klubem Houston Rockets. 8 sierpnia 2017 został zawodnikiem New York Knicks. 23 lipca 2018 podpisał kontrakt z Los Angeles Lakers.
7 lutego 2019 w wyniku wymiany trafił do Los Angeles Clippers. Dwa dni później został zwolniony. 21 lutego zawarł umowę z chińskim Guangdong Southern Tigers.
10 lipca 2020 został zawodnikiem Brooklyn Nets. Kilka dni później stwierdzono u niego koronawirusa, co spowodowało, że musiał opuścić rozgrywki NBA w Orlando.

## Osiągnięcia

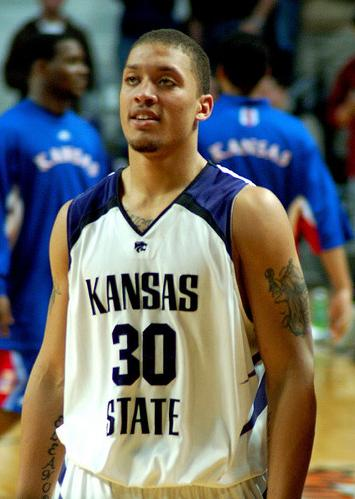
Beasley w barwach Kansas State Wildcats.

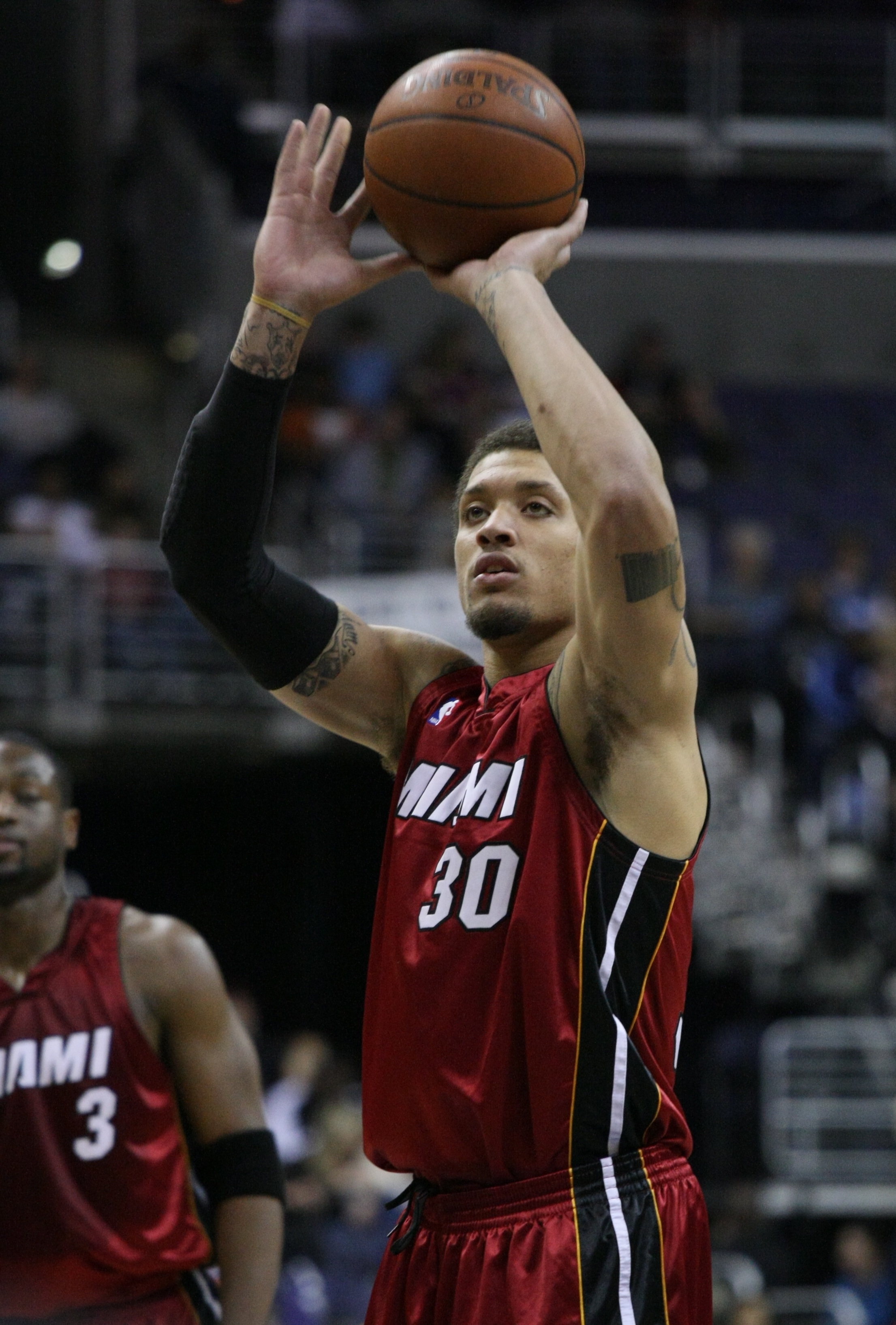
Beasley w barwach Miami Heat.

Stan na 26 lipca 2020, na podstawie, o ile nie zaznaczono inaczej.
NCAA
- Zawodnik Roku Konferencji Big 12 (2008)[24]
- Najlepszy pierwszoroczny zawodnik:
  - NCAA (2008 według USBWA)[25]
  - konferencji Big 12 (2008)[26]
- Laureat Pete Newell Big Man Award (2008)[27]
- Zaliczony do:
  - I składu:
    - All-American (2008)
    - All-Big 12 (2008)
    - debiutantów Big 12 (2008)
    - pierwszoroczniaków Big 12 (2008)
    - turnieju Orlando Classic (2008)
- Lider:
  - NCAA w zbiórkach (2008)[28]
  - strzelców konferencji Big 12 (2008 – 26,2)[28]

NBA
- Wicemistrz NBA (2014)
- Zaliczony do I składu debiutantów NBA (2009)[29]
- Debiutant miesiąca NBA (kwiecień 2009)
- 2-krotny uczestnik Rising Stars Challenge (2009, 2010)

Chiny
- Zagraniczny MVP CBA (2016)[14]
- MVP meczu gwiazd (2015, 2016)[7][8][12]
- Uczestnik CBA All-Star Game (2015, 2016)[7][12]

Reprezentacja
- Wicemistrz świata U–19 (2007)
- Mistrz Ameryki U–18 (2006)